# Сумайла, Рашид
Раши́д Сума́йла (англ. Rashid Sumaila; род. 18 декабря 1992, Кейп-Кост) — ганский футболист, центральный защитник сборной Ганы.

## Клубная карьера
Сумайла начал профессиональную футбольную карьеру в 2003 году в молодёжной команде «Эбусуа Дворфс». В сезоне 2010/11 центральный защитник дебютировал в Ганской Премьер-лиге и был избран в конце сезона одним из лучших защитников в лиге. В ноябре 2011 года тренировался с командой из Лиги 2 «Ланс», однако переход так и не состоялся. В 2012 году он был отдан в аренду клубу «Асанте Котоко», с которым он впервые в своей карьере выиграл Чемпионат Ганы. В феврале 2013 года, он подписал пятилетний контракт с «Мамелоди Сандаунз». В начале мая 2014 года Сумайла вместе с командой выиграл чемпионат ЮАР.

## Карьера в сборной
Сумайла был участником национальной футбольной команды сборной Ганы до 20 лет в Юношеском чемпионате Африки 2011 года. Сумайла был членом сборной Ганы до 23 лет, которая впервые выиграла золотую медаль в футбольном турнире на Всеафриканских играх 2011, когда они победили сборную ЮАР до 23 лет по пенальти со счётом 4:2. 7 ноября 2011 года Сумаила был вызван в сборную Ганы на матчи против сборной Сьерра-Леоне и сборной Габона. В декабре 2011 года Сумайла был включён в предварительную заявку национальной сборной Ганы по футболу на Кубок африканских наций 2012, но не был включён в окончательную заявку из 23 человек сборной Ганы по футболу на турнир. Также не был включён в окончательную заявку сборной на Кубок африканских наций 2013. Он дебютировал в победном матче со сборной Судана по футболу, закончившемся со счётом 3:1, выйдя на замену на 80-й минуте вместо Альберта Адома. В июне 2014 был включён тренером сборной Аквази Аппиа в окончательную заявку команды на Чемпионат мира по футболу 2014.

## Достижения

### Международные
Гана (до 23)
- Золотая медаль на Всеафриканских играх: 2011

### Индивидуальные
Футбольная ассоциация Ганы
- Лучший защитник Ганы 2011: 2010/11

### Командные
- Чемпион Ганы: 2012/13
- Чемпион ЮАР: 2013/14